# Biserica Înălțarea Domnului din Ceparii Pământeni
Biserica Înălțarea Domnului este un monument istoric aflat pe teritoriul satului Ceparii Pământeni; comuna Cepari, județul Argeș.

## Istoric și trăsături
Biserica a fost construită de boierul Ștefan Balotă în anul 1752, pe temelia celei ridicată de marele vornic Dragomir Ceparu în anul 1533. Este construită din cărămidă, în formă de navă, are lungimea de 20 m, lățimea de 7 m și înălțimea maximă la turla clopotniță de 13 m. Este compartimentată în altar (cu absida pentagonală), naos, pronaos, pridvorul fiind adăugat ulterior.
Lucrări ample de reparații au avut loc între anii 1977-1980 (subzidire, consolidare, împrejmuire cu gard din piatră) și 2005-2009 (înlocuirea șiței cu tablă de cupru, refacerea tencuielii exterioare, restaurarea picturii în frescă de la 1752).

## Imagini

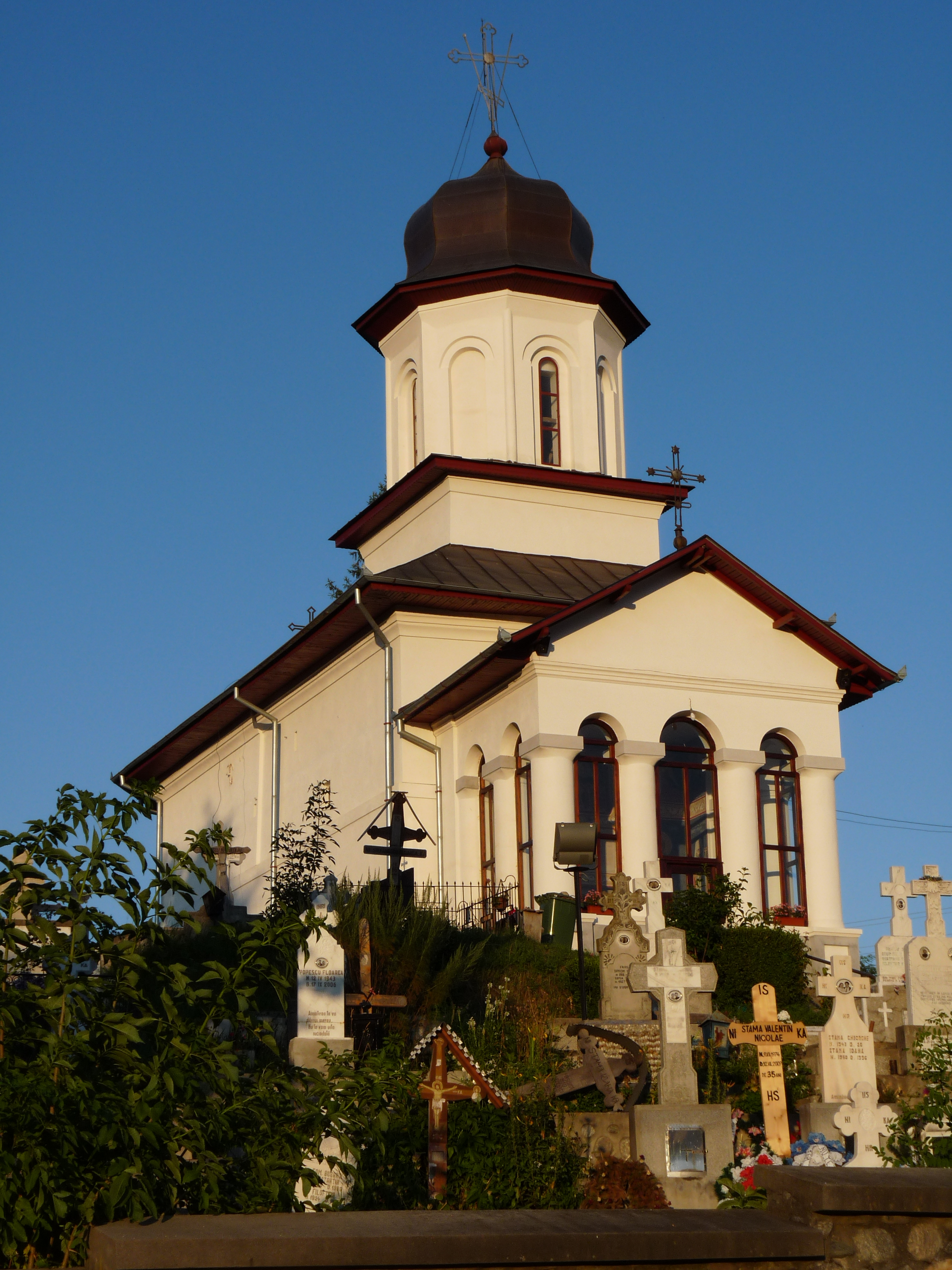
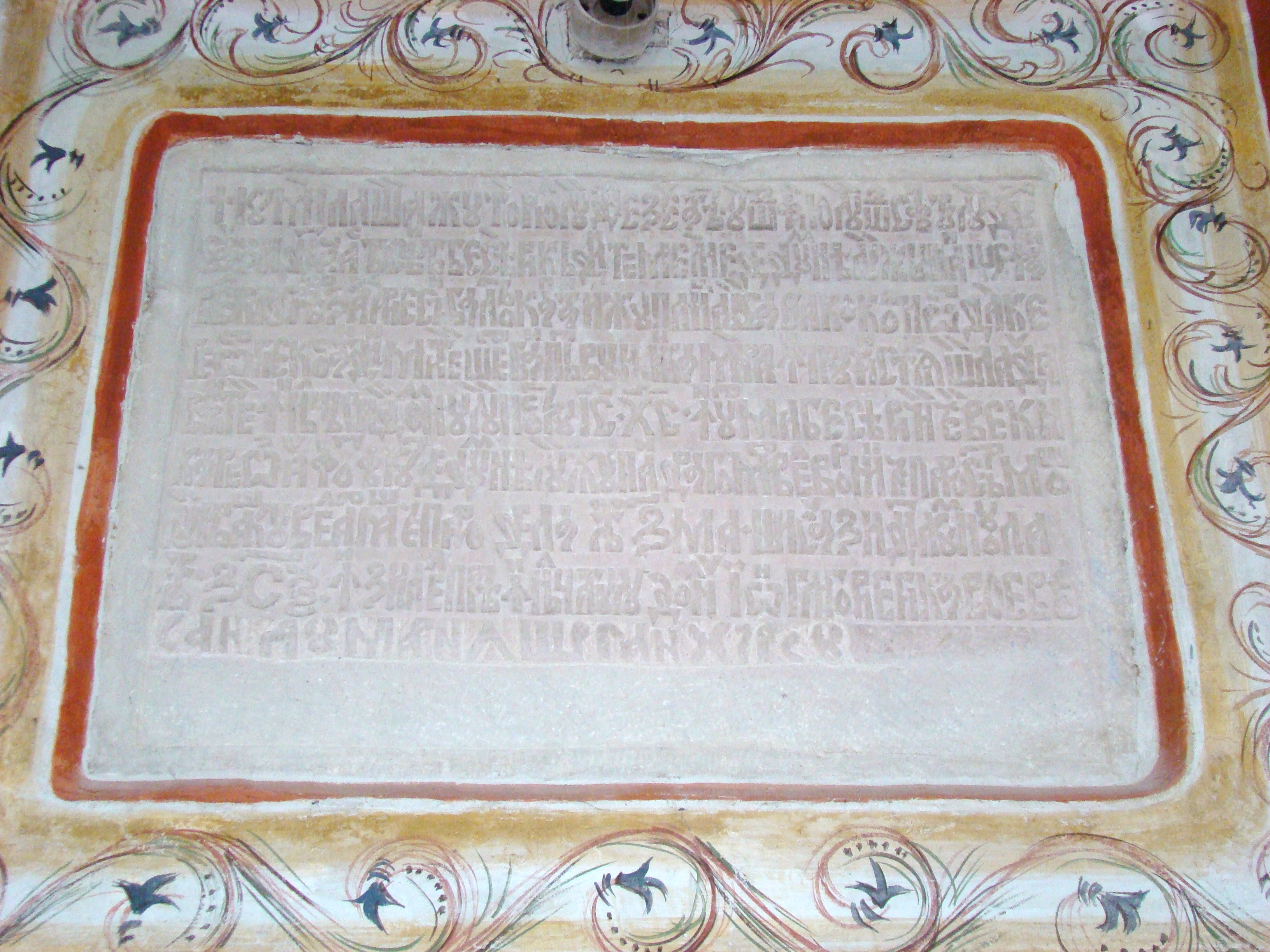
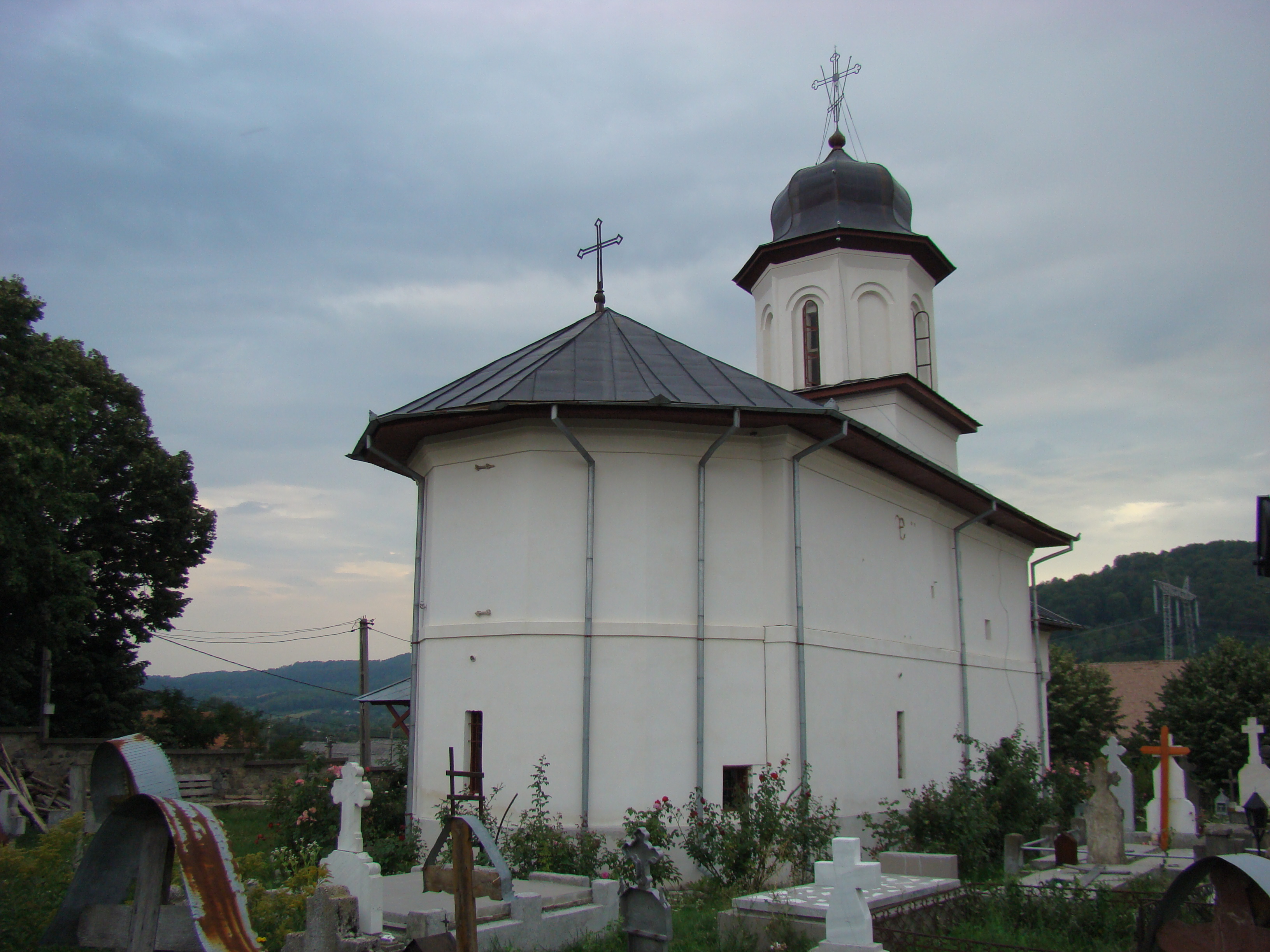
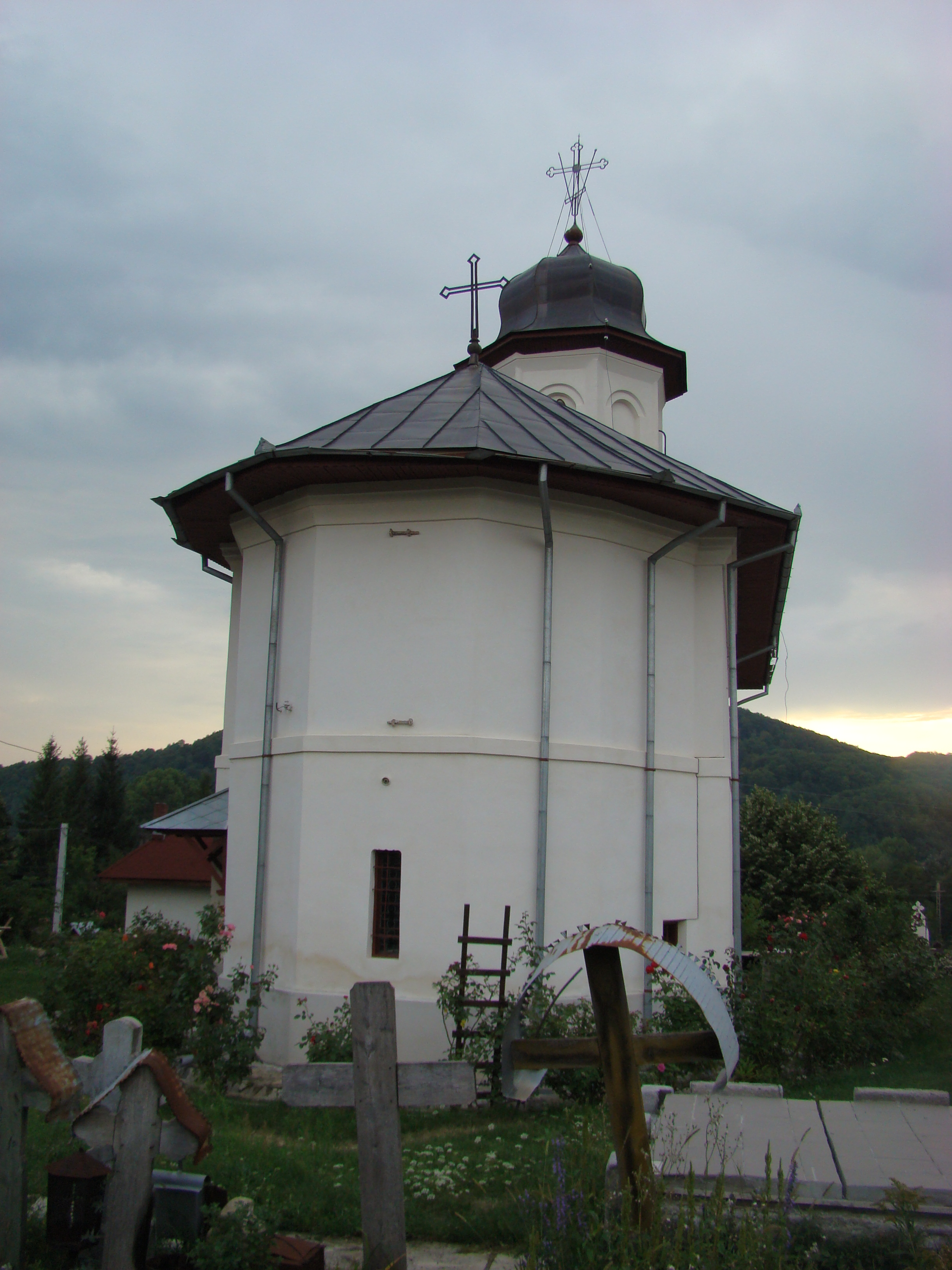
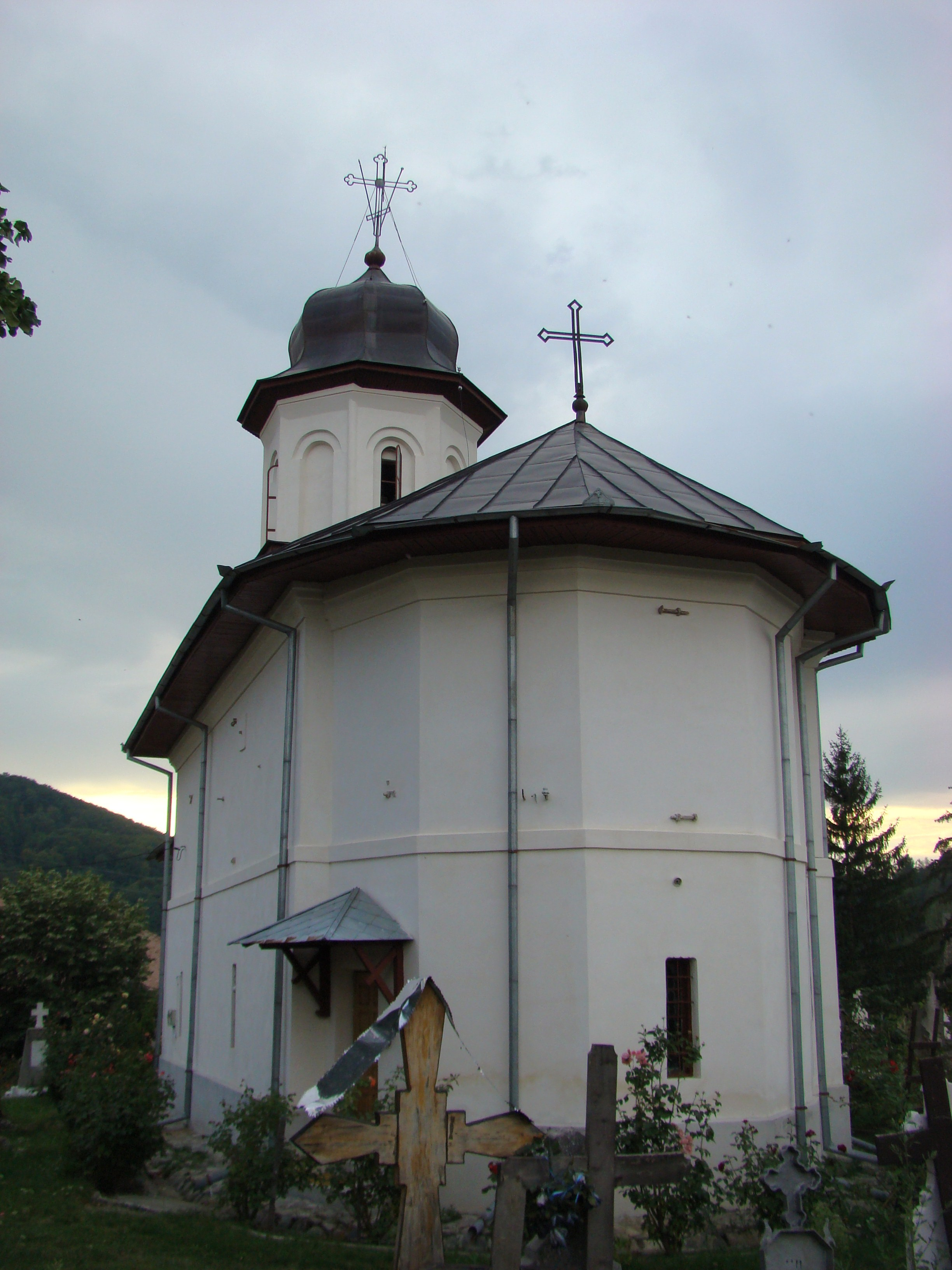
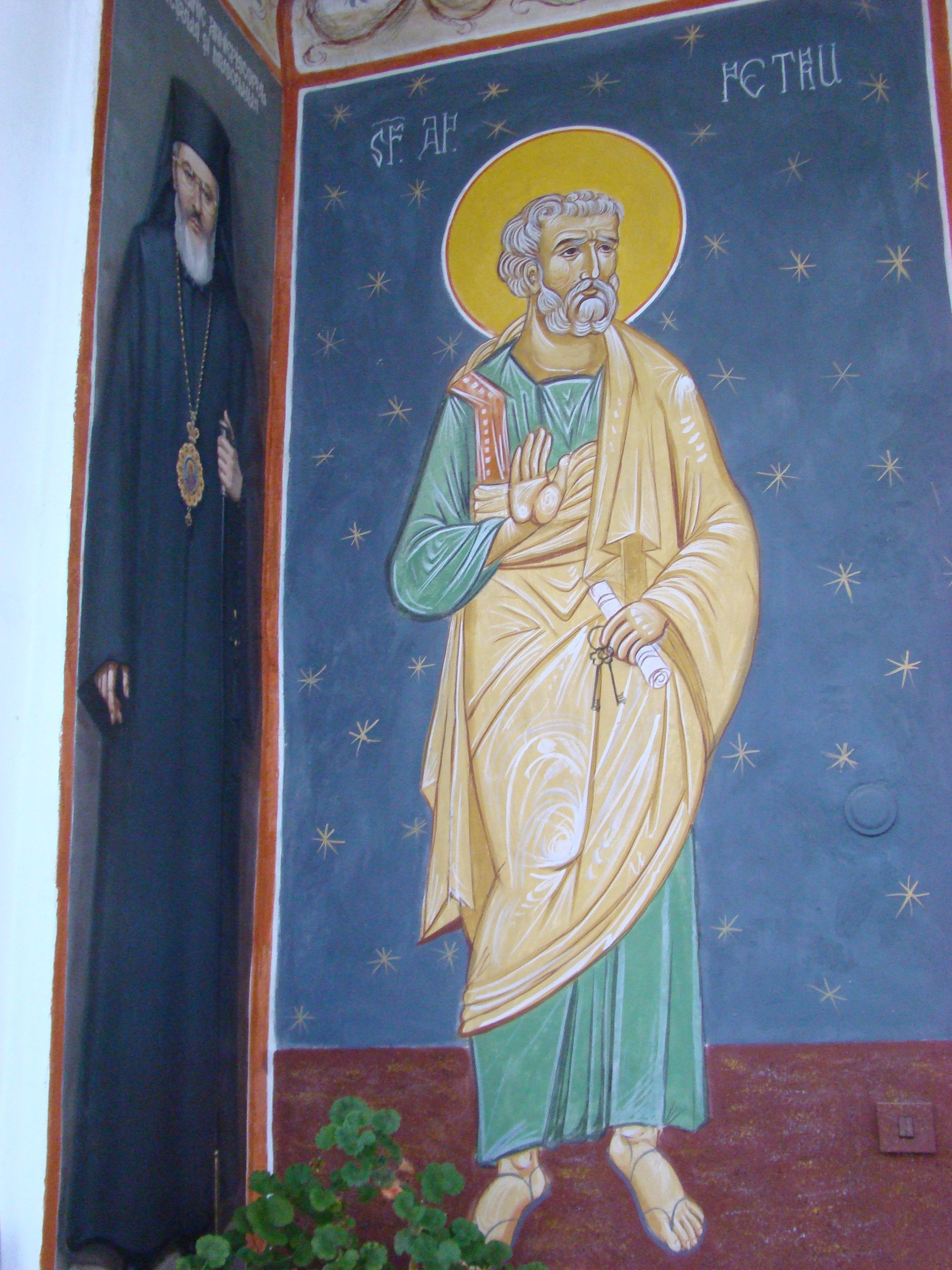
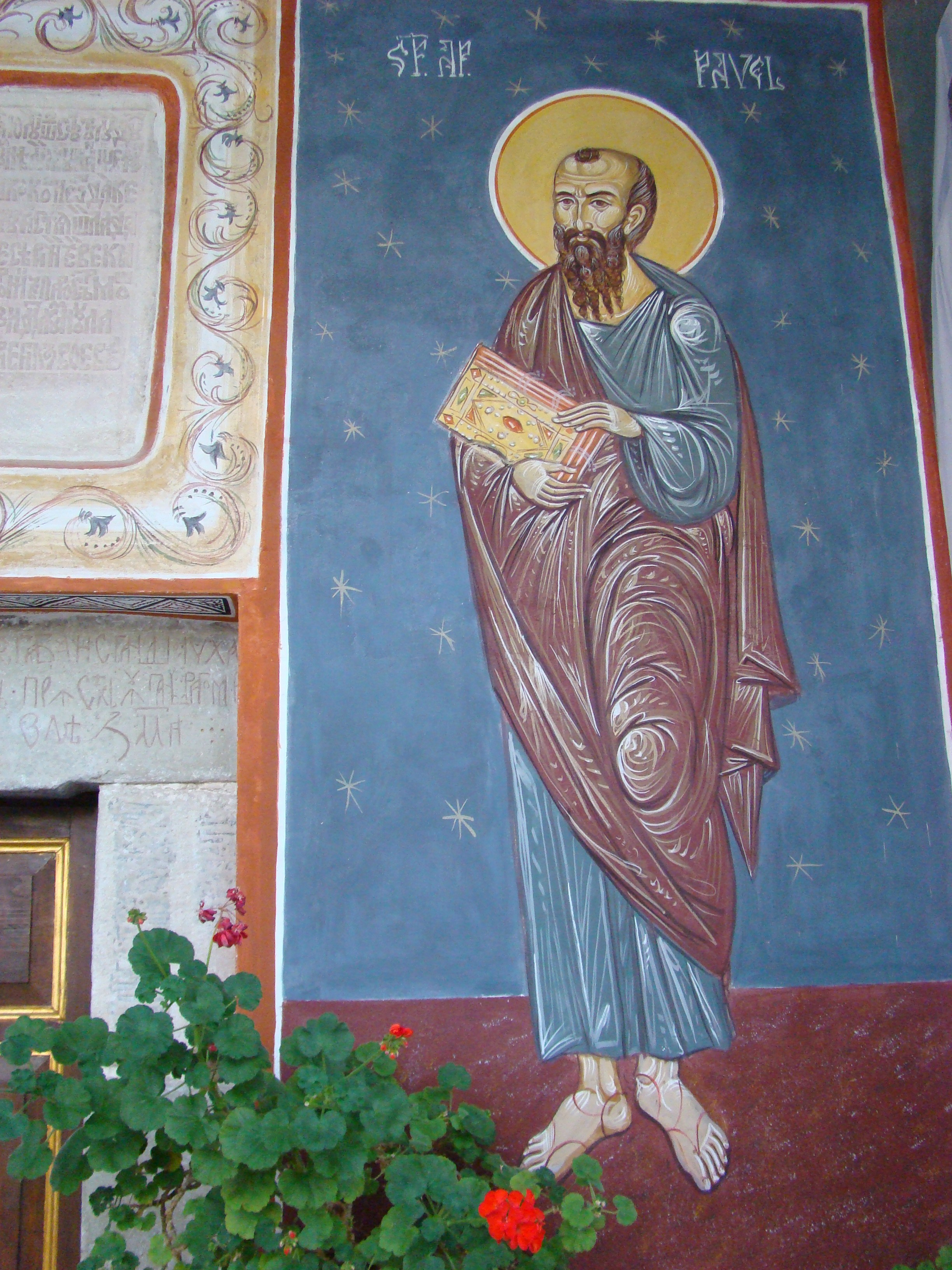
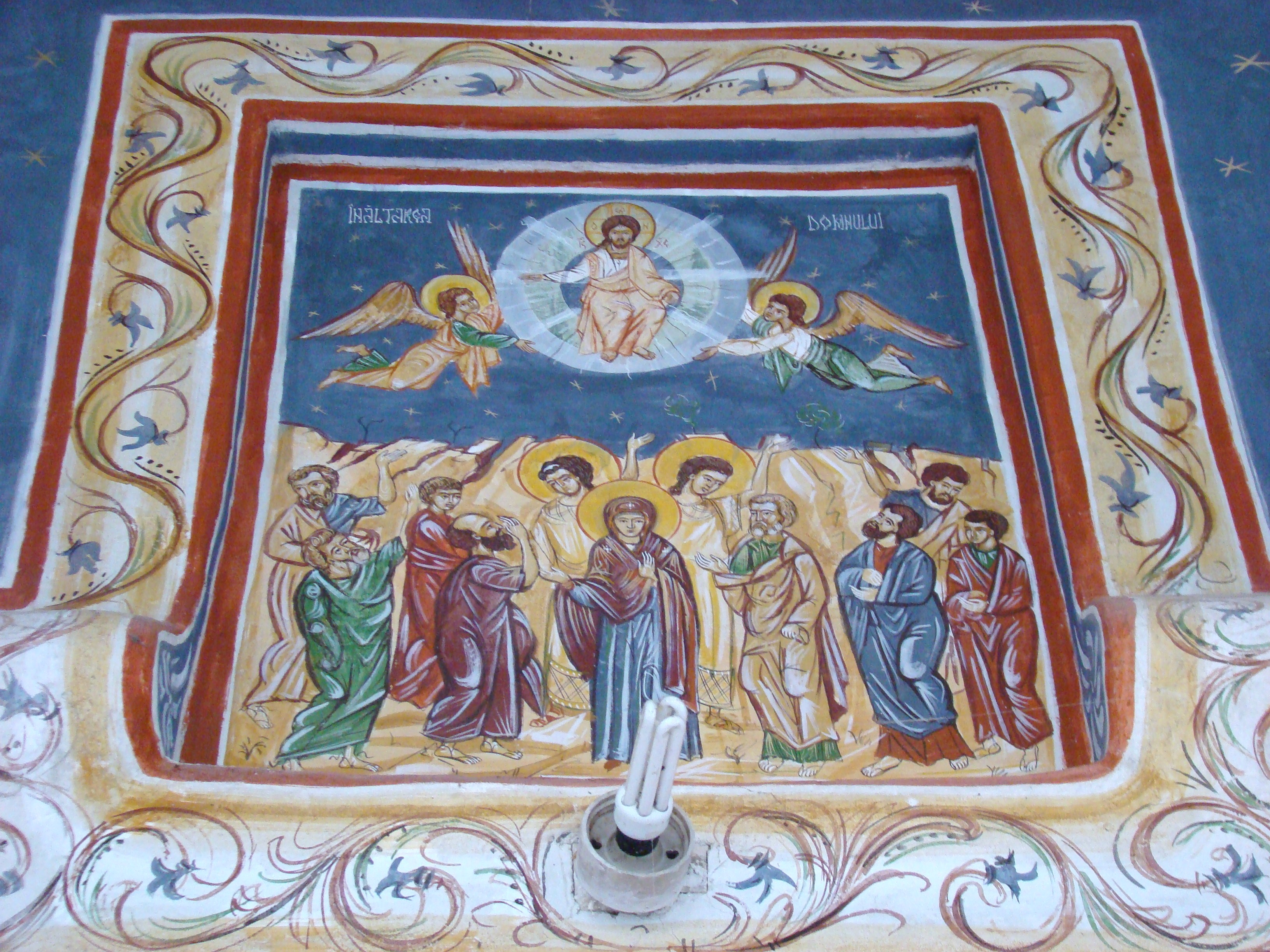
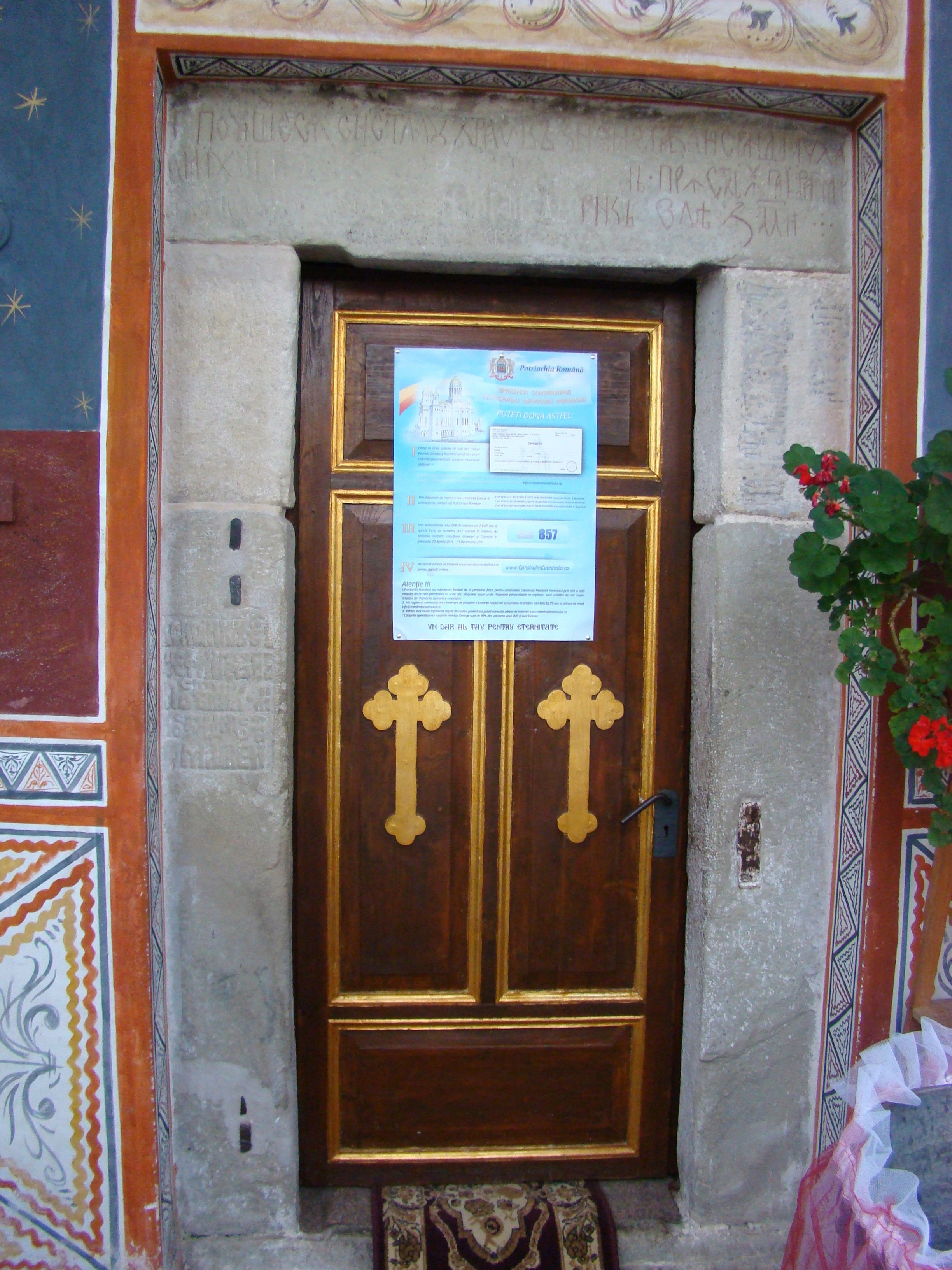
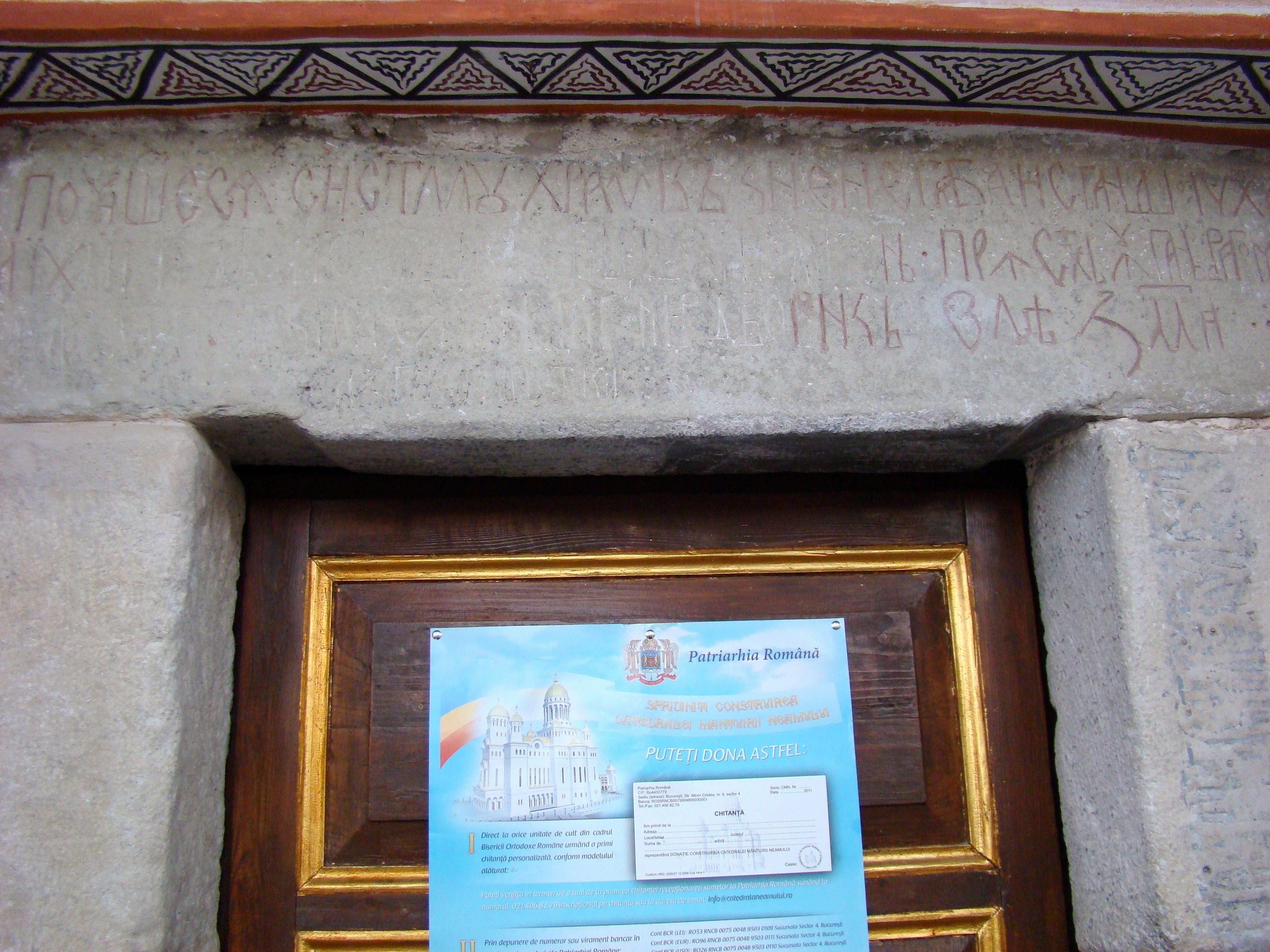
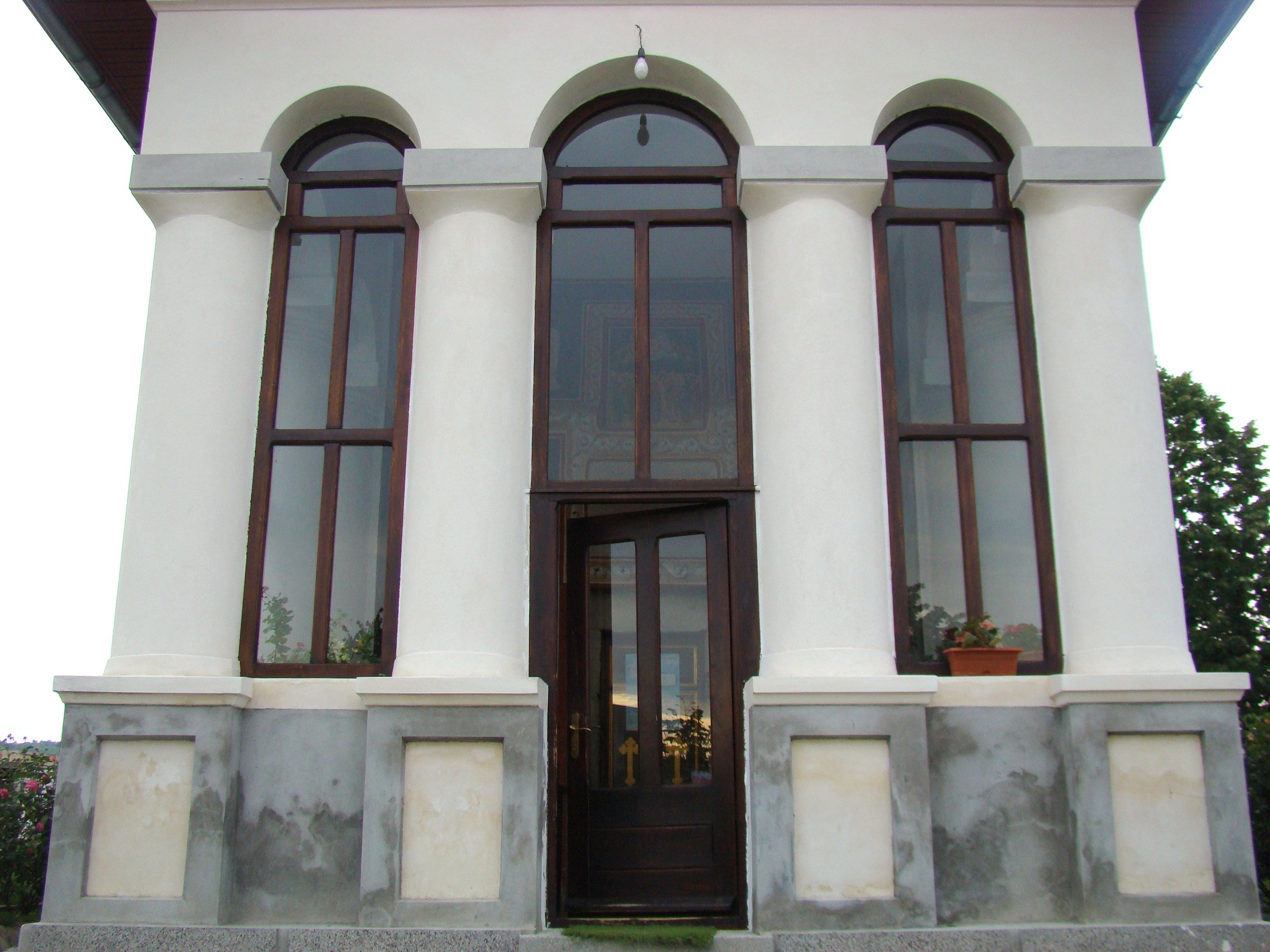
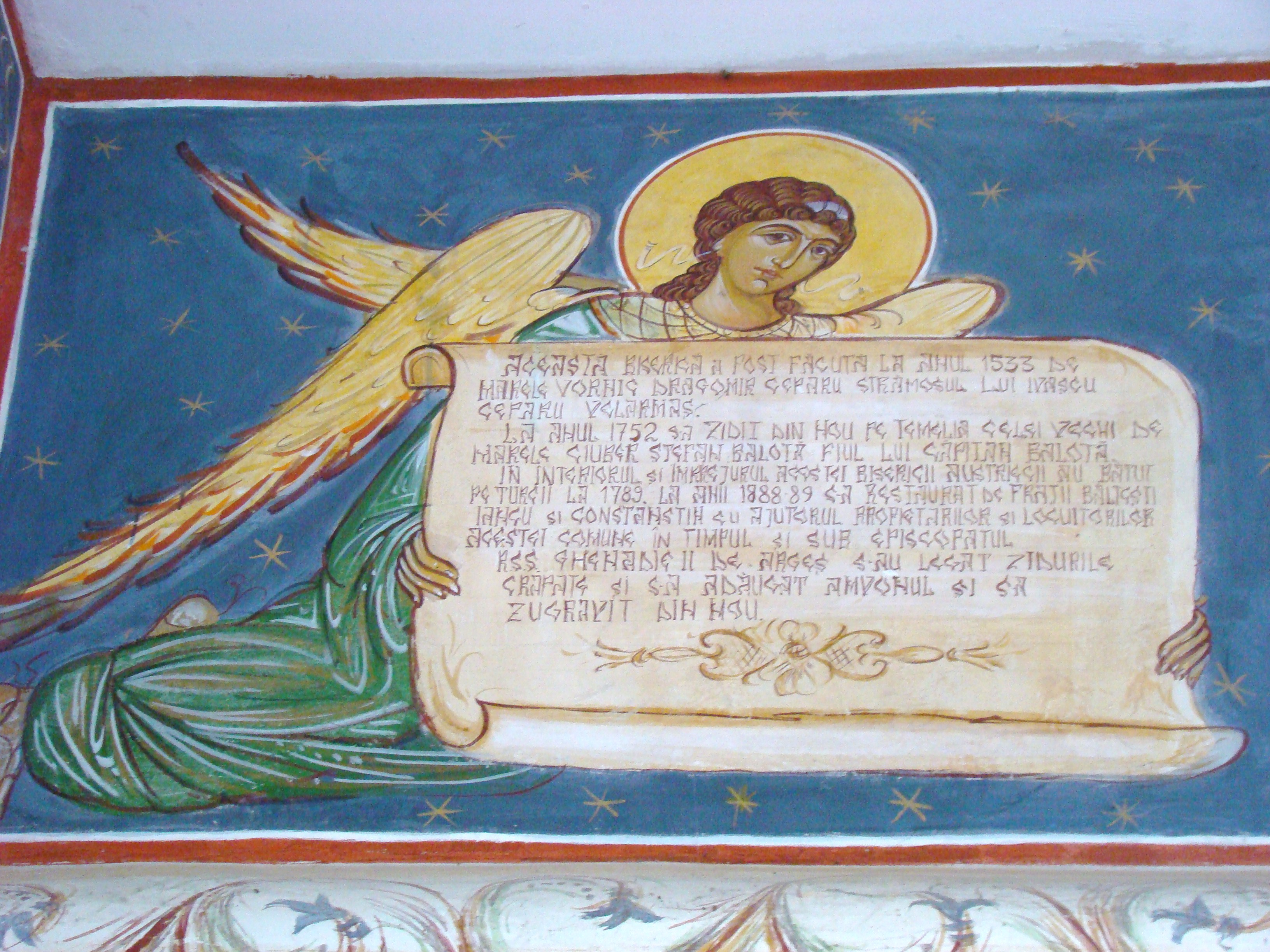
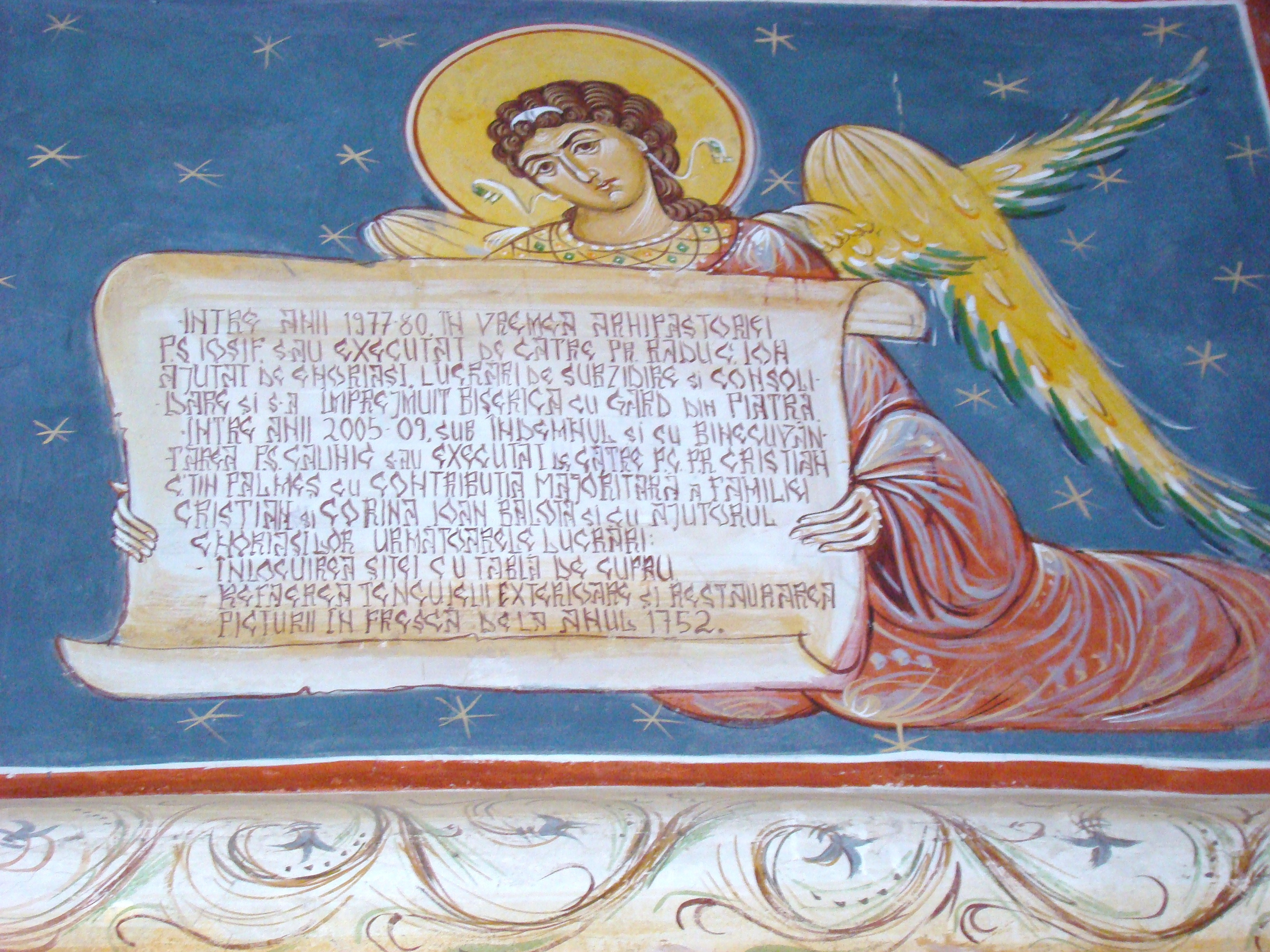
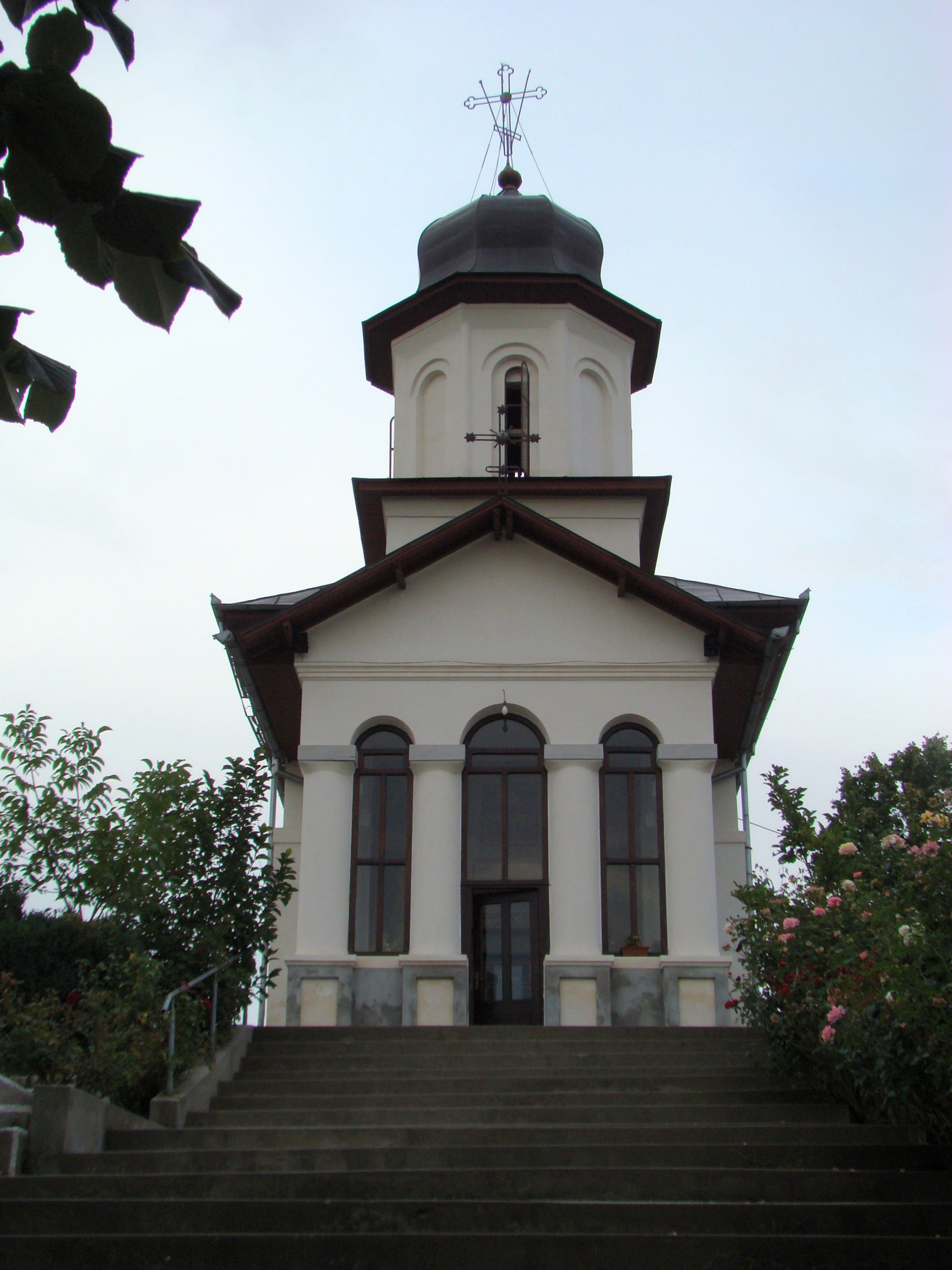
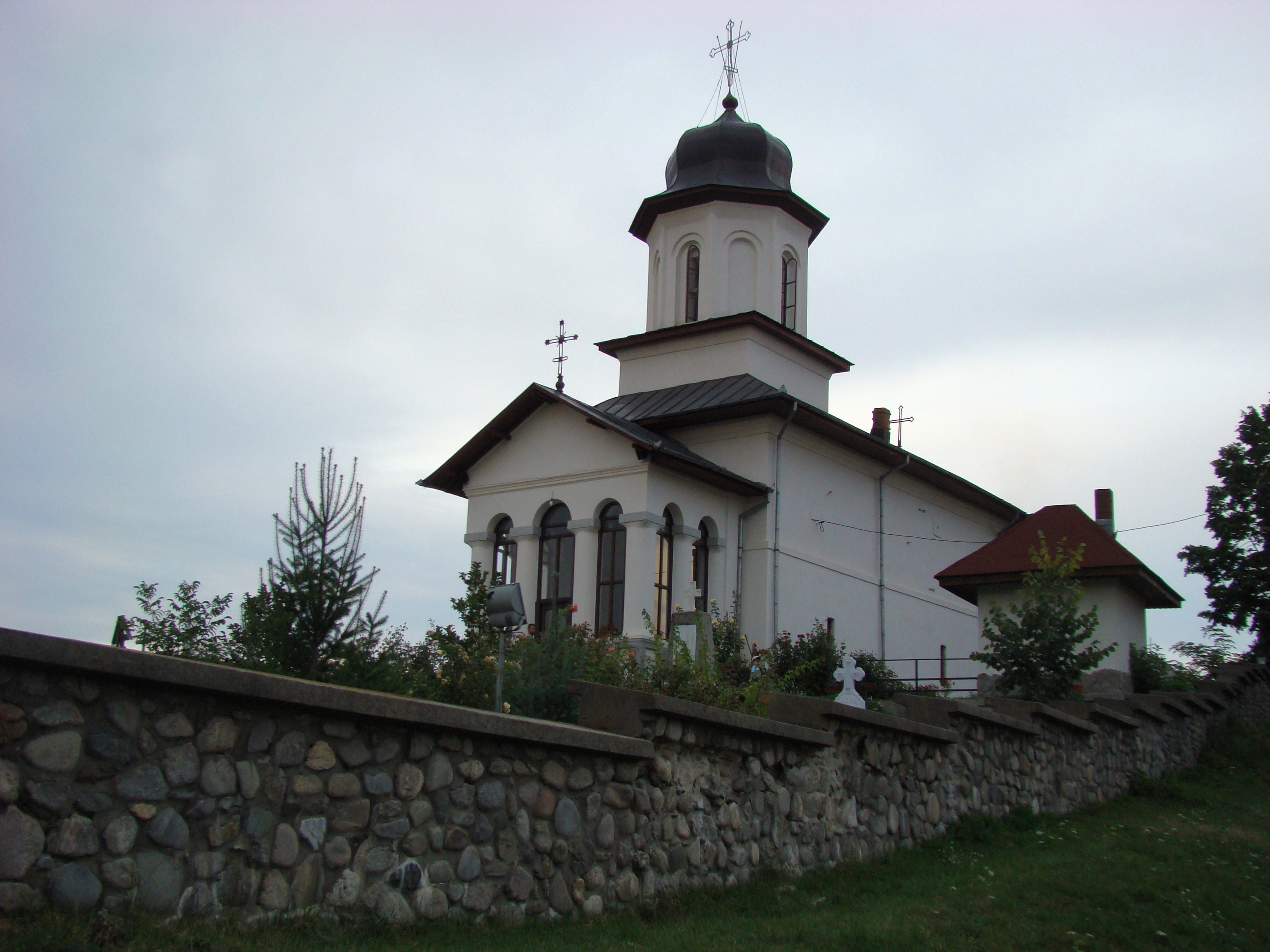